# 예쿠노 암라크

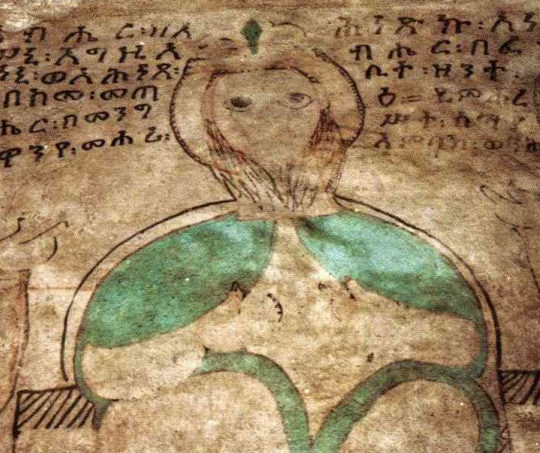

예쿠노 암라크(Yekuno Amlak, 그으즈어: ይኩኖ አምላክ, ? ~ 1285년 6월 19일)는 에티오피아의 황제로서, 역사적으로 확인되는 최초의 솔로몬 왕조를 세운 인물이다. 왕으로서의 이름은 타스파 이야수스(Tasfa Iyasus, ተስፋ ኢየሱስ)였다.
본래 오늘날의 암하라 주 지역 북부의 귀족이었다고 전해지며, 당시 에티오피아를 지배하던 자그웨 왕조를 무너뜨리고 왕이 되었고 솔로몬과 시바의 여왕의 아들이라고 전해지는 메넬리크 1세의 후손을 칭하며 왕조를 세웠다. 재임 중에 청나일강 남부에 위치한 다모트 왕국에 정복 전쟁을 벌였다고 전한다.

## 같이 보기
- 솔로몬 왕조